# Kaneko Super Nova System
Kaneko Super Nova System es una placa de arcade creada por Kaneko destinada a los salones arcade.

## Descripción
El Kaneko Super Nova System fue lanzada por Kaneko en 1996.
Posee un procesador SH2  @ 28.63 MHz. y tiene un procesador de sonido YMZ280B @ 16.666 MHz.
En esta placa funcionaron 15 títulos.

## Especificaciones técnicas

### Procesador
- SH2  @ 28.63 MHz.

### Audio
- YMZ280B @ 16.666 MHz.

## Lista de videojuegos
- Cyvern
- Gals Panic 4
- Gals Panic S: Extra Edition
- Gals Panic S2
- Gals Panic S3
- Guts'n
- Jan Jan Paradise
- Jan Jan Paradise 2
- Otome Ryouran
- Panic Street
- Puzz Loop
- Saru Kani Hamu Zou
- Sen Know
- Sengeki Striker
- Tel Jan